# Indian Reservation (The Lament of the Cherokee Reservation Indian)
Indian Reservation (The Lament of the Cherokee Reservation Indian) ist ein sozialkritischer Popsong, der 1959 von John D. Loudermilk geschrieben worden und 1970 mit Don Fardon in Großbritannien und 1971 mit den Raiders in den USA erfolgreich war. Er gehört damit zu den wenigen Popsongs, die in zwei Coverversionen zu Millionensellern wurden. Das Stück handelt von der Vertreibung der Cherokees aus Georgia im Jahr 1838.

## Entstehungsgeschichte

Marvin Rainwater – The Pale Faced Indian

Die oft nachzulesende Geschichte, wonach Loudermilk mit seinem Auto während eines Unwetters aufgehalten und von Cherokees solange gefangengehalten wurde, bis er versprach, einen Song über ihr Leid zu verfassen, ist unwahr. Loudermilk hatte diese ungewöhnliche Entstehungsgeschichte des Songs in einem Interview dem „American Top 40“-Radio DJ Casey Kasem präsentiert.
Marvin Rainwater, selbst ein Cherokee-Abkömmling, nahm den von John D. Loudermilk komponierten Song unter dem Titel The Pale Faced Indian („Der bleichgesichtige Indianer“) am 9. Dezember 1959 auf. Diese Originalaufnahme wurde im Januar 1960 veröffentlicht. Der Song handelt von der gewaltsamen Vertreibung der Cherokees aus Georgia am 6. Juni 1838, dem „Trail of Tears“, weil zehn Jahre zuvor in diesem Gebiet Gold entdeckt worden war.
Das Stück schildert, wie die Weißen den Indianern ihre weiße Kultur im Hinblick auf Sprache oder Kleidung aufdrängen bis hin zur Aufgabe der Selbstidentität. Am 6. April 1984 wurden die östlichen und westlichen Indianerbünde der Cherokee in Cleveland (Tennessee) wiedervereinigt. Es handelt sich zudem um ein Klagelied über die Notlage der Indianer im Allgemeinen, da sich alle Indianerstämme mit dem Inhalt identifizieren können. Wegen seiner Kritik über die Behandlung von Minderheiten wird der Song auch als Protestsong eingestuft.
Loudermilk hatte den Song erstmals am 15. September 1965 für sein Album John D. Loudermilk Sings a Bizarre Collection of the Most Unusual Songs, das im November 1966 erschien, unter dem Titel Indian Reservation aufgenommen. Einige Textveränderungen und der andere Titel kamen erstmals in Loudermilks Version vor. Erst Loudermilks Veröffentlichung bildete die Grundlage für die erfolgreichen Coverversionen.

## Erfolgreiche Coverversionen

Don Fardon – Indian Reservation

Als erste kommerzielle Coverversion kam die britische Produktion von Don Fardon auf den Markt. Unter dem Titel Indian Reservation / Dreaming Room wurde die von Miki Dalton produzierte Single als GNP Crescendo #405 im August 1968 zunächst in den USA veröffentlicht. Hier erreichte sie Rang 20 der Pop-Hitparade. Die britische Erstveröffentlichung im Oktober 1968 schlug fehl, und erst im Oktober 1970 wurde sie auf dem Plattenlabel Young Blood YB #1015 in Großbritannien erneut veröffentlicht, wo sie dann – mit der B-Seite Hudson Bay – bis auf den dritten Rang stieg. Weltweit erzielte sie einen Plattenumsatz von über 1 Million Exemplaren. Die Musik ist in Moll gehalten, wobei sich wiederholende Moll-Akkorde am Schluss jeder Strophe erscheinen. Die elektronische Orgel behält die Melodie während eines langsam vorgetragenen musikalischen Doppelschlags bei.

Raiders – Indian Reservation

Der Produzent Jack Gold von Columbia Records hatte die Idee, nach mehr als zwei Jahren eine weitere Fassung von Indian Reservation herauszubringen. Die US-amerikanische Rockband Raiders brachte die von Bandleader Mark Lindsay produzierte Single mit der B-Seite Terry‘s Tune (Columbia 45332) im Februar 1971 auf den Markt und drang in den Pop-Charts bis auf den ersten Rang vor, den sie für eine Woche innehatte. Sie war am 3. Dezember 1970 unter Mitwirkung von Arthur Butler, Carol Kaye, David Cohen und Gary Coleman aufgenommen worden, die Mitglieder der als The Wrecking Crew bezeichneten Gemeinschaft von Studiomusikern waren. Mit über 4 Millionen Exemplaren war es der größte Erfolg der Band und gleichzeitig die meistverkaufte Single für Columbia Records. Mark Lindsay, der auch halb Cherokee war, sang hier ausnahmsweise nicht Lead, sondern Gitarrist Freddy Weller. Die Goldene Schallplatte wurde der Gruppe am 30. Juni 1971 verliehen. Beide Versionen nutzen Trommelschläge, die die indianischen Trommelrhythmen imitieren und dem Song einen indianischen Eindruck verleihen sollen.

## Weitere Coverversionen
- Die deutsche Formation Orlando Riva Sound produzierte 1979 eine Disco-Fassung von Indian Reservation (Ariola 600088), die im Januar 1980 bis auf Rang sieben der deutschen Charts kletterte. Die Gruppe trat am 3. Dezember 1979 mit dem Song in der Sendung Disco als Opener auf.
- Am 14. November 1989 veröffentlichte die britische Punk-Band 999 eine Coverversion, die Platz 51 der britischen Charts erreichte.
- Der von Tommy Barnes, Jumpin’ Gene Simmons und Loudermilk geschriebene Country-Song Indian Outlaw von Tim McGraw vom Februar 1994 beginnt mit einem Teil der Chor-Sequenz „Cherokee People“ aus Indian Reservation. Er verkaufte mehr als 500.000 Exemplare und kam bis auf Platz acht der US-Country- und Platz 15 der Pop-Charts.

Alle Versionen variieren teilweise deutlich im textlichen Inhalt. Der von BMI urheberrechtlich registrierte Titel erhielt einen BMI-Award. Coverinfo zufolge gibt es 25 Versionen, darunter auch eine deutsche Version mit dem Titel Weißer Mann hat uns belogen von Marco Polo aus dem Jahre 1971.